# Tržište umjetnina
Tržište umjetnina predstavlja tržište gdje se susreću kupci i prodavači kako bi trgovali različitim umjetničkim djelima, robom i uslugama.
Tržište umjetnina funkcionira prema ekonomskom modelu koji uzima u obzir više čimbenika od samo ponude i potražnje. Radi se o hibridnom tipu tržišta predviđanja na kojem se umjetnost kupuje i prodaje po vrijednostima koje nisu utemeljene samo na percipiranoj kulturnoj vrijednosti djela, već i na njegovoj prošloj financijskoj vrijednosti te predviđenoj budućoj vrijednosti. Tržište se opisuje kao mjesto na kojem proizvođači često ne stvaraju djela isključivo radi prodaje, a kupci često nemaju informacije o vrijednosti onoga što kupuju. Posrednici redovito traže naknadu za prodaju stvari koje nikada nisu vidjeli, a tržište nije transparentno; podaci o privatnim prodajama nisu sustavno dostupni, pri čemu privatne prodaje čine oko polovice svih transakcija na tržištu. Također, 2018. godine, izvršni direktor i suosnivač tvrtke Verisart, Robert Norton, primijetio je da je "umjetničko tržište drugo najveće neregulirano tržište nakon tržišta ilegalnih droga i da je značajno obilježeno prijevarama."

## Ekonomija
Za razliku od masovnih transakcija na tržištu vrijednosnih papira, gdje učestvuju milijuni pojedinaca i tvrtki u kupnji i prodaji financijskih interesa, ili tržištu roba gdje se mjere sirovina ili osnovnih proizvoda razmjenjuju putem standardiziranih ugovora, tržište umjetnina većinom se fokusira na potrebe manjeg broja sudionika, uključujući privatne kolekcionare, muzeje i velike korporacije. Tržište umjetnina često se doživljava kao svojevrsni mikrokozmos s popisom stotina kolekcionara, što ga razlikuje od tržišta vrijednosnih papira koje privlači milijune sudionika. Na pitanje o tome vidi li svijet umjetnosti kao mikrokozmos drugih, većih zajednica moći, jedan autor umjetničkih djela odgovorio je riječima: "Nisam siguran je li to mikrokozmos ili oblik budućih stvari. To je manično internacionalno." Unatoč tome, korporacije koje skupljaju umjetnine mogu imati znatan utjecaj na tržište. Na primjer, 2015. godine, Spear's je izvijestio da je British Rail počeo ulagati u umjetnine za svoj mirovinski fond još od 1974. godine (prije privatizacije), trošeći otprilike 40 milijuna funti ili otprilike 3% svojih sredstava na umjetnost, prije nego što je prodana između 1987. i 1999.
Britanski željeznički mirovinski fond ostvario je godišnju stopu povrata od 11,3% zahvaljujući posebnim čimbenicima koji su bili karakteristični za tržište u to vrijeme. Njihovi napori donijeli su profit, osobito zahvaljujući portfelju impresionista, ali zbirka je kasnije prodana jer je postala smatrana neprimjerenom investicijom, posebno s dolaskom alternativnih investicija. Također, budući da originalna umjetnička djela nisu zamjenjiva kao dionice, suočavaju se s izazovima vrednovanja koji se razlikuju od onih koji utječu na vrijednosne papire, s dinamikom koju Karpik opisuje kao singularnosti.
Stoga, budući da je broj sudionika na tržištu umjetnina znatno manji od broja sudionika na tržištima vrijednosnih papira ili roba, zbog toga što umjetnička djela nisu zamjenjiva, i zbog toga što procjena vrijednosti umjetnosti uvelike ovisi o savjetima i entuzijazmu različitih specijaliziranih analitičara tržišta, svaka od tih ograničenja zauzvrat određuje veličinu tržišta i povećava rizik da će neki predmeti biti precijenjeni ili podcijenjeni.
Tržište umjetnina prolazi kroz cikluse, s najvećom aktivnošću obično u proljeće i jesen, razdobljima kada vodeće aukcijske kuće tradicionalno planiraju svoje dražbe. To dovodi do toga da je tržište sezonsko, a ne neprekidno aktivno. Iako se privatne prodaje odvijaju tijekom cijele godine, često nisu javno objavljene kao aukcije, pa stoga ne utječu na tržište sve dok ne postanu poznate.

Procjene vrijednosti umjetnina koje se rade za jesenske dražbe mogu biti nerealne za sljedeću proljetnu dražbenu sezonu jer bogatstva na financijskim tržištima tijekom jedne sezone mogu utjecati na tržište umjetnina u sljedećoj sezoni, a tržište dionica značajno utječe na tržište umjetnina.
Nestabilnost na financijskim tržištima često uzrokuje nestabilnost na tržištu umjetnina, što se dogodilo tijekom suženja tržišta umjetnina tijekom recesije 2008. – 2009., kada su prodaje kod aukcijskih kuća Sotheby's, Christie's i Phillips de Pury & Company bile manje od polovine u odnosu na prethodnu godinu: u studenom 2008. godine iznosile su 803,3 milijuna dolara u usporedbi s 1,75 milijardi dolara u studenom 2007. godine; i između 2000. i 2003. godine kada je godišnji volumen prodanih umjetničkih djela na aukcijama pao za 36%. Unatoč nestabilnosti na burzi, tržište umjetnina ponekad dobro podnosi takve uvjete, kao što je bilo slučaj od siječnja 1997. do svibnja 2004. godine, kada su promjene u vrijednosti na četvrtgodišnjem nivou u Artprice Global Indexu bile znatno manje nego u Dow Jones Industrial Average i S&P 500 indeksima.
Kako se bogatstvo sudionika na tržištu umjetnina mijenja, odnosno raste i pada u financijskim tržištima, moć kupovanja se mijenja i utječe na sposobnost sudionika da si priušte visoko vrednovana djela. To dovodi do pojave novih kupaca i prodavača koji ulaze, odlaze ili ponovno ulaze na tržište. Umjetničko djelo koje se prodaje kako bi se nadoknadile gubitke na financijskom tržištu može biti prodano za znatno više ili znatno manje od svoje posljednje prodane cijene na aukciji. Kasnih 1980-ih, tijekom procvata burze, tržište umjetnina proširilo se, a cijene su dosegle nove visine. Investicijske tvrtke su pokazale veće zanimanje za tržište umjetnina i počele su ga temeljito proučavati. Paralelno s time, ranije netransparentno tržište umjetnina postalo je dostupnije zahvaljujući povećanoj dostupnosti indeksa i online podataka, iako su istraživači otkrili pristrane procjene cijena u aukcijskim kućama.
Umjetnost povremeno doživljava prolazne modne trendove koji također mogu utjecati na njezinu vrijednost: ono što se dobro prodaje tijekom određenog vremena može brzo biti zamijenjeno na tržištu novim stilovima i idejama.
Na primjer, u proljeće 2008. godine, jedan kolekcionar je ponudio više od 80 milijuna dolara za Jeff Koonsovu skulpturu od nehrđajućeg čelika nazvanu "Rabbit", no godinu dana kasnije, od četiri Koonsova djela na jesenskim aukcijama u kućama Christie's i Sotheby's u New Yorku, samo su dva od njegovih radova dobro prodana, dok jedno nije prodano uopće. 2011. godine, Christie's je prodao Koonsovu skulpturu "Balloon Flower" za 16,9 milijuna dolara.

## Primarno i sekundarno tržište
Tržište umjetnina kao cjelina podijeljeno je na svoja dva glavna dijela: primarno tržište umjetnina, gdje nova umjetnost prvi put ulazi na tržište, i sekundarno tržište umjetnina, gdje se nalazi postojeća umjetnost koja je već bila prodana barem jednom prije. Nakon što se umjetničko djelo proda na primarnom tržištu, prelazi na sekundarno tržište, i cijene po kojima je prodano na primarnom tržištu izravno utječu na vrijednost djela na sekundarnom tržištu.  Na sekundarnom tržištu, ponuda i potražnja imaju veći utjecaj nego na primarnom tržištu jer djela koja su prvi put ponuđena na tržištu, posebno suvremena umjetnost, nemaju tržišnu prošlost koja bi omogućila predviđajuću analizu, što otežava procjenu vrijednosti takvih djela i čini je više spekulativnom.Na primarnom tržištu, snage koje utječu na vrednovanje radova uključuju promociju galerija, trgovaca, konzultanata te djelovanje kolekcionara kao vodećih potrošača (postavljači trendova - eng. trend-setters).

### Prepreke ulaska na tržište
Slično kao i kod "blue-chip" dionica, djela poznatih ili "plavih" (eng. blue-chip) umjetnika obično su više vrednovana od djela nepoznatih umjetnika, jer je teško predvidjeti kako će se prodavati rad nepoznatog umjetnika, ili hoće li se uopće prodati. Visoke prepreke za ulazak umjetnika stvaraju ograničenje odnosno oskudnost dobara u ponudi i potražnji na tržištu, što pak dovodi do rasta cijena i postavljanja pitanja o učinkovitosti. Iako visoka prepreka za ulazak na tržište može rezultirati manjim brojem proizvođača umjetnina na aukcijskoj razini tržišta, te većom predvidljivošću tržišta zbog manjeg broja sudionika i stoga, pouzdanijim mjerama vrednovanja, njen aksiomatski učinak je manja umjetnička raznolikost koja negativno utječe na veličinu skupa kupaca. Iz tog razloga, vlasnici galerija i trgovci umjetninama pažljivo razmatraju koji su tipovi umjetničkih djela trenutno popularni prije nego što odluče zastupati novog umjetnika i izuzetno su selektivni u svojim izborima kako bi održali kvalitetu koja je prodajna. Svi ovi faktori dolaze u obzir kada vlasnici galerija postavljaju cijene za perspektivne umjetnike znatno niže nego za već etablirane umjetnike.
Ova selektivnost može se također primjenjivati i s druge strane, u smislu da vlasnici galerija pažljivo biraju s kojim kupcima će surađivati. Kao još jedan oblik nadzora, ovo se primarno radi kako bi se zaštitile cjenovne točke od potencijalnih opasnosti spekulacije, ili ono što Velthuis naziva "kontrola biografije" umjetničkog djela.

### Transparentnost tržišta
Tijekom svjetske financijske krize od 2007. do 2012. godine, tržište umjetnina kritizirano je zbog svoje nedostatne transparentnosti, kompleksnih metoda vrednovanja i percipirane nedostatka etičkog ponašanja potaknutog strukturalnim manjkavostima unutar samog tržišta. Kao odgovor na to, 2009. godine održana je debata između članova tržišta umjetnina o tvrdnji da je "tržište umjetnina manje etičko od burze". Na kraju debate, publika je zaključila da su sudionici koji su se složili s tvrdnjom pobijedili u debati. Posebno važno u debati bilo je identificiranje "licitacija lustera" kao prakse koja se percipira kao etički upitna. Debatanti su opisali "licitiranje lustera" kao ponude iz lustera, odnosno ponude s nepoznatog izvora. To uključuje licitiranje aukcijskih kuća u ime prodavatelja čije predmete aukcijske kuće prodaju (sukob interesa), kao i licitiranje nepoznatih ponuđača koji nemaju namjeru kupiti, već licitiraju kako bi podigli cijene. Sve ove prakse se provode jer aukcijske kuće čuvaju tajnu o minimalnoj cijeni koju prodavatelj zahtijeva za svoj predmet.
Godine 2011., također kao odgovor na kritike nedostatka transparentnosti na tržištu i protuargumente da bi veća transparentnost uništila tržište, The Art Newspaper u suradnji s Art Dealers Association of America organizirao je panel diskusiju na summitu industrije umjetnina između glavnih odlučitelja na tržištu umjetnina, gdje su panelisti raspravljali o potrebi za većom transparentnošću. Panelisti su se raspravljali oko pitanja jesu li aukcijske kuće u sukobu interesa jer zastupaju prodavatelje koji imaju tajne rezerve, dok istovremeno kupcima predstavljaju početne procjene vrijednosti tih djela tijekom aukcije. U debati se također raspravljalo o pitanju zajamčenih ponuda prvih i trećih strana, te je razmatrano treba li prodavateljima objaviti minimalne rezervne cijene kako bi sudionici prestali licitirati za predmet koji nemaju šanse kupiti. Kao odgovor na kritike u vezi "licitiranja svjetiljke" i ponuda trećih strana koje nisu identificirane, predsjednik Christie's International, Edward Dolman, iznio je argument da bi bez tajne rezerve ilegalni karteli ponuđača unaprijed znali informacije koje bi im omogućile manipulaciju tržištem i izobličenje konačne procjene putem prodajne cijene na aukciji.
S obzirom na poznate slabosti tržišta umjetnina (posebno nedostatak transparentnosti i sukobe interesa), među glavnim igračima na tržištu započeti su ozbiljni razgovori o regulaciji tržišta. Na primjer, Financial Times je istaknuo da su na sastanku Svjetskog ekonomskog foruma u siječnju 2015. godine sudionici prisustvovali ručku na kojem je govornik upozorio da je potrebna regulacija globalnog tržišta umjetnina zbog sistemskih slabosti koje omogućavaju trgovinu unutarnjim informacijama, izbjegavanje poreza i pranje novca.
Kada je riječ o akademskom istraživanju, postoje studije o neprozirnosti formiranja cijena u financijama i ekonomiji,  dok kritički računovodstveni rad ističe izuzetne teškoće u izračunavanju trenutne vrijednosti umjetničkog djela pomoću prodajnih cijena na aukcijama sličnih umjetnina.

## Struktura tržišta aukcijskih kuća
Kasnih 1980-ih godina došlo je do procvata na tržištu aukcijskih kuća umjetnina. Međutim, početkom 1990. godine, tržište je doživjelo kolaps. Sjedinjene Američke Države su pretekle Europsku uniju kao najveće svjetsko tržište umjetnina s globalnim udjelom od 47 posto do 2001. godine.  Na drugom mjestu, udio Velike Britanije na svjetskom tržištu iznosi oko 25 posto. Na kontinentalnoj Europi, Francuska je vodeća na tržištu, dok u Aziji Hong Kong nastavlja dominaciju. Udio Francuske na tržištu umjetnina postupno se smanjivao od 1950-ih godina, kada je bila dominantno mjesto i prodaja na aukcijama u Drouotu nadmašivala je prodaju u kućama Sotheby's i Christie's zajedno. Ukupan promet na globalnom tržištu likovnih umjetnosti 2004. godine procijenjen je na gotovo milijardu dolara. Prodaja na aukcijama umjetnina dostigla je rekordnih milijardi dolara 2007. godine, potaknuta spekulativnim ponudama za umjetnike poput Damiena Hirsta, Jeffa Koonsa i Richarda Princea.  Nedavni porast kineskog tržišta umjetnina, kako u smislu obujma domaćih prodaja, tako i u međunarodnom značaju njegovih kupaca, zajedno s bogatim kulturnim naslijeđem umjetnosti i antikviteta, stvorio je ogromno domaće tržište i okončao duopol koji su London i New York držali više od 50 godina.

### Konkurenti
Christie's i Sotheby's su vodeće aukcijske dvorane. 2002. godine, LVMH je kupio švicarsku konzultantsku tvrtku za umjetnost de Pury & Luxembourg i spojio je s tvrtkom Phillips kako bi formirao Phillips de Pury & Company, s namjerom da prekine duopol na vrhu tržišta.

### Segmenti
Aukcije likovnih umjetnina obično se održavaju odvojeno za impresionizam i modernu umjetnost, kao i za umjetnost poslije rata i suvremenu umjetnost. Djela Pabla Picassa i dalje su izuzetno tražena. 2008. godine Damien Hirst postavio je svjetski rekord za prodaju na aukciji živog umjetnika; međutim, 2009. godine Hirstova godišnja prodaja na aukcijama smanjila se za 93%.

### Procjene
"Procjene" često odražavaju ambicije davatelja predmeta koliko i promišljenog mišljenja specijalista za aukcije. Ne odražavaju provizije. Da bi osigurali predmete za aukciju, aukcijske kuće često pristaju na visoke procjene kako bi udovoljile zahtjevima vlasnika umjetnina. Prije aukcije, zainteresirani kupci obično se konzultiraju s aukcijskim specijalistom koji citira procjenu i često preporučuje ići iznad nje kako bi osigurali predmet.

### Provizije i premija kupca
Kuće za aukcije djeluju ugovorno u ime prodavatelja roba, naplaćujući prodavateljima fiksnu proviziju (naknadu) u iznosu koji iznosi postotak "cijene čekića" (eng. hammer price) za koju se predmet prodaje. Christie's je objavio svoje provizije u rujnu 1995., pri čemu su se naknade kretale od 20% za najjeftinije predmete do 2% za predmete prodane za više od milijun dolara; Sotheby's je slijedio isti model. Što se tiče Phillips de Pury & Company, konačne cijene uključuju proviziju od 25% za prvu milijun dolara, 20% za idućih milijun dolara i 12% za preostali iznos, pri čemu procjene ne uključuju provizije. Predmeti koji se prodaju podložni su dodatnoj naknadi nazvanoj "kupčeva naknada", pri čemu je 15% tipično, a taj izraz implicira da aukcijska kuća, prodajom predmeta, pruža uslugu kupcu podložnu naknadi. Dakle, i prodavatelj i kupac predmeta ili lota koji se prodaje kod glavnih aukcijskih kuća plaćaju naknadu. Praksa naplaćivanja kupčeve naknade, prvi put primijenjena 1975. godine od strane Christie'sa, jedna je od nekoliko praksi aukcijskih kuća na koje se protive trgovci umjetninama.

### Naknade temeljene na učinku
Od 2014. godine, Christie's je počeo naplaćivati 2 posto od "cijene čekića" djela koje doseže ili premašuje svoju visoku procjenu. Ova naknada ne primjenjuje se na isključivo online prodaju.

### Jamstva
Aukcijska kuća može ponuditi garantiranu prodajnu cijenu ili "garantirani minimum", praksu osmišljenu kako bi prodavačima pružila povjerenje za povjeravanje radova i kako bi potencijalnim ponuđačima pružila sigurnost da postoje drugi zainteresirani za kupnju određenog predmeta. Aukcijske kuće nude garancije od ranih 1970-ih kako bi potaknule kolekcionare na prodaju njihovih umjetničkih djela: The Art Newspaper izvijestio je da su garancije prvi put uvedene 1971. godine u Sotheby'su, kada je 47 Kandinskijevih djela i drugih radova iz Guggenheimovog muzeja ponuđeno uz garantirani minimum; slični aranžmani slijedili su 1972. i 1973. godine za Ritter i Scull kolekcije. Garantirani iznos obično je blizu niže procjene, pri čemu prodavač i aukcijska kuća dijele bilo koji iznos koji prelazi garantirani minimum. Kada se tržište pogoršalo, u jesen 2008. godine, Christie's i Sotheby's morali su isplatiti najmanje milijun dolara za radove za koje su garantirali minimalnu cijenu, ali koji nisu prodani. Kako bi smanjili izloženost takvim gubicima, ojačali su tržište i smanjili volatilnost, glavne aukcijske kuće sada preferiraju da treće strane preuzmu ovaj financijski rizik putem "garancija trećih strana" ili "neopozivih ponuda": koristeći ovu praksu, aukcijske kuće prodaju rad trećoj strani po minimalnoj cijeni prije aukcije i ta prodajna cijena postaje "rezerva" ispod koje rad neće biti prodan. Ako se licitiranje za određene radove zaustavi na minimalnoj cijeni, koja ostaje nepoznata, "treća strana" stječe lot; ako licitiranje premaši rezervu, treća strana dijeli svaki profit od prodaje s konzignatorom i aukcijskom kućom, postotak koji ide svakoj strani varira ovisno o dogovoru. Ovi postoci, nikada nisu javno objavljeni, dogovaraju se prije aukcije i specificiraju u ugovoru potpisanom između aukcijske kuće i treće strane.

### Online prodaja
U svibnju 1999. godine, Teo Spiller prodao je web art projekt Megatronix Ljubljanskom gradskom muzeju, što je New York Times objavio kao prvu prodaju Internetskog umjetničkog projekta net.art. Godine 2003. Sotheby's je prekinuo partnerstvo s eBayom nakon što je izgubio milijune u svojim različitim pokušajima prodaje likovne umjetnosti putem interneta. Prema podacima iz 2018. godine, napomenuto je da internetske prodaje čine oko 8% (5,4 milijarde dolara) globalnog tržišta umjetnina.

## Crno tržište
Osim uglednih praksi, postoji crno tržište za visoku umjetnost, što je čvrsto povezano s krađom umjetnina i krivotvorenjem. Nijedna aukcijska kuća ili trgovac otvoreno ne priznaje sudjelovanje na crnom tržištu zbog njegove nezakonitosti, ali razotkrivanja sugeriraju na rasprostranjene probleme u tom području. Zbog visoke potražnje za umjetničkim predmetima i niskih sigurnosnih standarda u mnogim dijelovima svijeta, postoji razvijena trgovina nezakonitim starinama koje su stekli pljačkanjem. Iako gotovo jednoglasno osuđuje pljačkanje jer rezultira uništavanjem arheoloških nalazišta, pljačkana umjetnost paradoksalno ostaje sveprisutna. Ratovanje je povezano s takvim pljačkanjem, kao što je prikazano nedavnim arheološkim pljačkanjem u Iraku.